# Promachus yesonicus
Promachus yesonicus är en tvåvingeart som beskrevs av Jacques-Marie-Frangile Bigot 1887. Promachus yesonicus ingår i släktet Promachus och familjen rovflugor. Inga underarter finns listade i Catalogue of Life.

## Bildgalleri

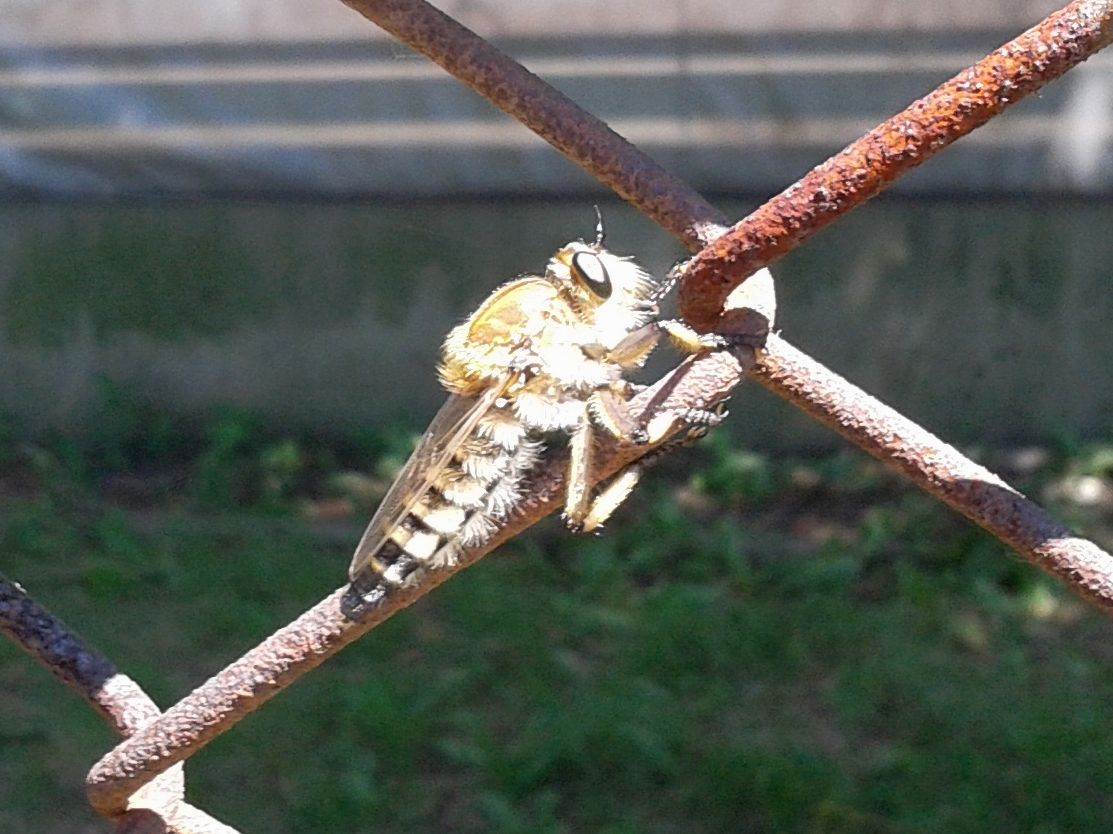
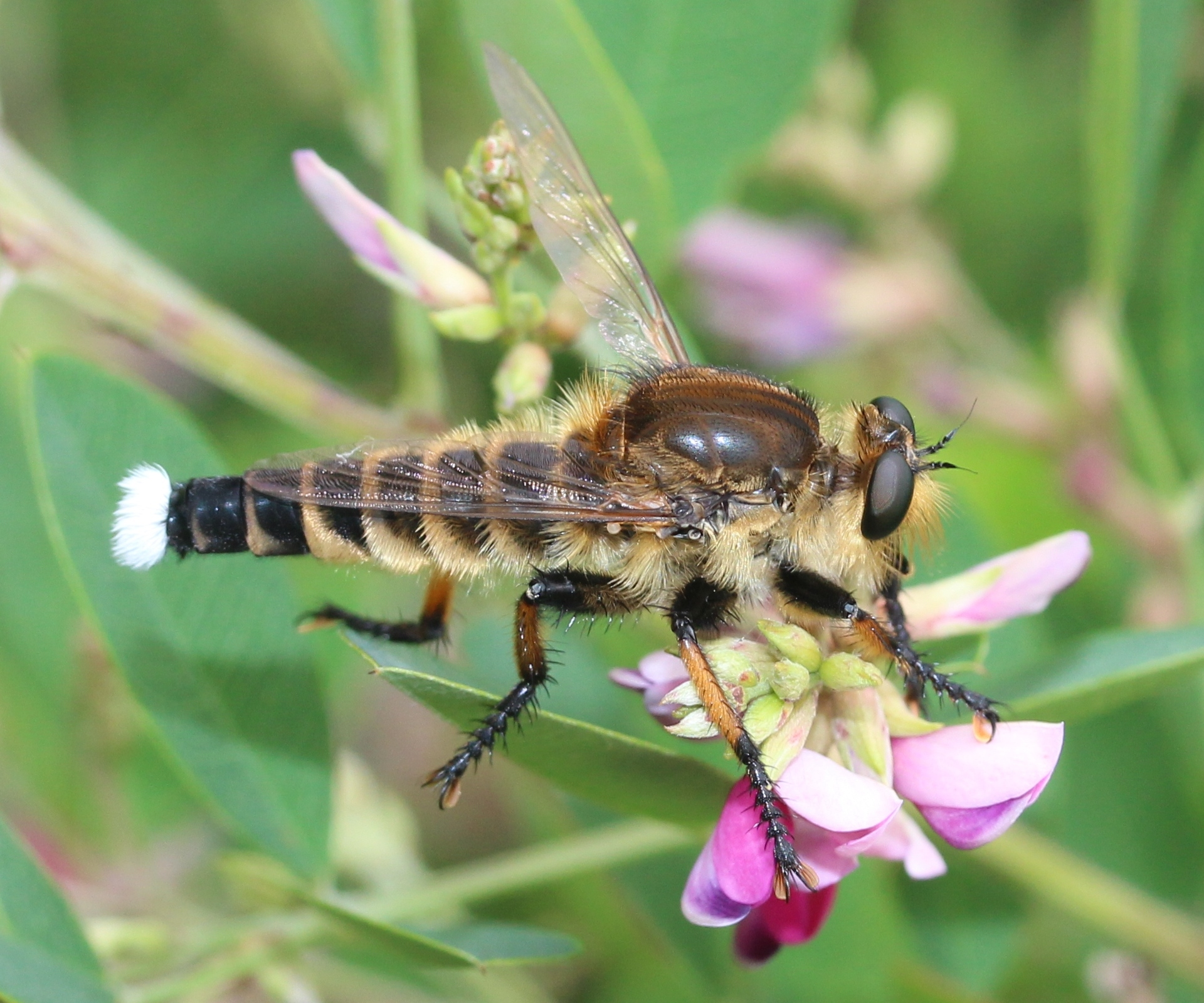